# Aplidium vastum
Aplidium vastum är en sjöpungsart som först beskrevs av Sluiter 1912.  Aplidium vastum ingår i släktet Aplidium och familjen klumpsjöpungar.
Artens utbredningsområde är Södra Ishavet. Inga underarter finns listade i Catalogue of Life.